# 귈피

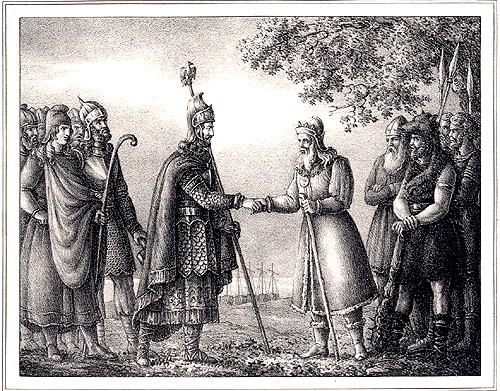
오딘을 환영하는 귈피.

귈피(고대 노르드어: Gylfi)는 기록상 남아있는 가장 오래된 스칸디나비아의 왕이다.
《헤임스크링글라》에 수록된 〈윙글링가 사가〉와 《신 에다》에 수록된 〈라그나르의 송가〉에 따르면 귈피는 게푠 여신에게 반하여 그녀가 하루 동안 갈 수 있는 땅을 주겠다고 했다. 게푠은 자신의 아들 네 명을 소로 변신시켜 엄청나게 넓은 땅을 갈아서 그 땅을 떼어갔는데, 그게 오늘날 덴마크의 셸란섬이고 그걸 떼온 자리가 오늘날 스웨덴의 멜라렌호라고 한다.
《신 에다》의 〈귈피의 속임수〉와 《헤임스크링글라》의 〈윙글링가 사가〉를 보면 오딘과 그의 민족 에시르 및 바니르가 스웨덴인의 조상이 된다고 하며, 그들이 정착한 곳이 Fornsigtuna이다. 스노리에 따르면 귈피는 에시르에게 속아서 그들의 종교로 개종을 했다. 귈피와 그를 따르는 청동기인들은 에시르의 종교를 받아들이고 그들의 지배를 받게 되었다. 스노리는 〈귈피의 속임수〉에서 귈피와 에시르의 세 지배자(높으신 분과 그만큼 높으신 분과 세 번째 분) 사이의 대화를 통해 노르드 신화의 줄거리를 소개하고 있다.
〈헤르보르와 헤이드레크의 사가〉에 따르면 귈피 왕의 딸 헤이드(Heiðr)는 가르다리키(오늘날의 러시아)의 왕 시그를라미와 결혼해 스바프를라미라는 아들을 낳았다. 스바프를라미는 드발린과 두린이라는 두 드베르그를 협박하여 마검 티르빙을 만들도록 했다.
| ? | 스비아인의 왕 | (윙글링 왕조) 오딘 |